# Mimi Pond
Mimi Pond est une scénariste et dessinatrice américaine. 
Elle est surtout reconnue pour avoir écrit le premier épisode de la série télévisée d'animation Les Simpson à avoir été diffusé en 1989, soit Noël mortel. Elle est aussi l'auteure de plusieurs livres humoristiques.
Pond a aussi écrit pour les séries télévisées américaines Femmes d'affaires et dames de cœur (Designing Women) sur CBS et Pee-wee's Playhouse, et elle a aussi été dessinatrice pour le Los Angeles Times ainsi que pour d'autres publications.
En juillet 2021, elle reçoit le prix Eisner de la meilleure histoire courte (Best short story) pour « When the Menopausal Carnival Comes to Town » dans Menopause: A Comic Treatment.